# Stiftung Sammlung Volmer
Die Stiftung Sammlung Volmer ist eine gemeinnützige Stiftung privaten Rechts mit Sitz in Wuppertal. Ihre Aufgabe ist die Förderung wissenschaftlicher Forschungen auf den Gebieten Malerei und Bildhauerei. Die Sammlung der Stiftung umfasst rund 800 eigene und als Dauerleihgaben zur Verfügung gestellte Kunstobjekte (Gemälde, Zeichnungen, Skulpturen etc.) der Künstler, die an der Kunstakademie Düsseldorf gelehrt haben oder unterrichtet worden sind. Sie gibt Auskünfte zu Künstlern der Düsseldorfer Malerschule. Die Stiftung kauft gute Gemälde, Zeichnungen und Skulpturen der Düsseldorfer Schule an.